# アナビセティア
アナビセティア（Anabisetia）は白亜紀後期のアルゼンチン）に生息していた草食恐竜。南アメリカではもっとも完全な骨格が見つかっている原始的な鳥脚類である。